# George Harpur Crewe
Sir George Harpur Crewe (1. února 1795 – 1. ledna 1844), osmý baronet, byl anglický torijský politik, který reprezentoval volební obvod Jižní Derbyshire.

## Biografie

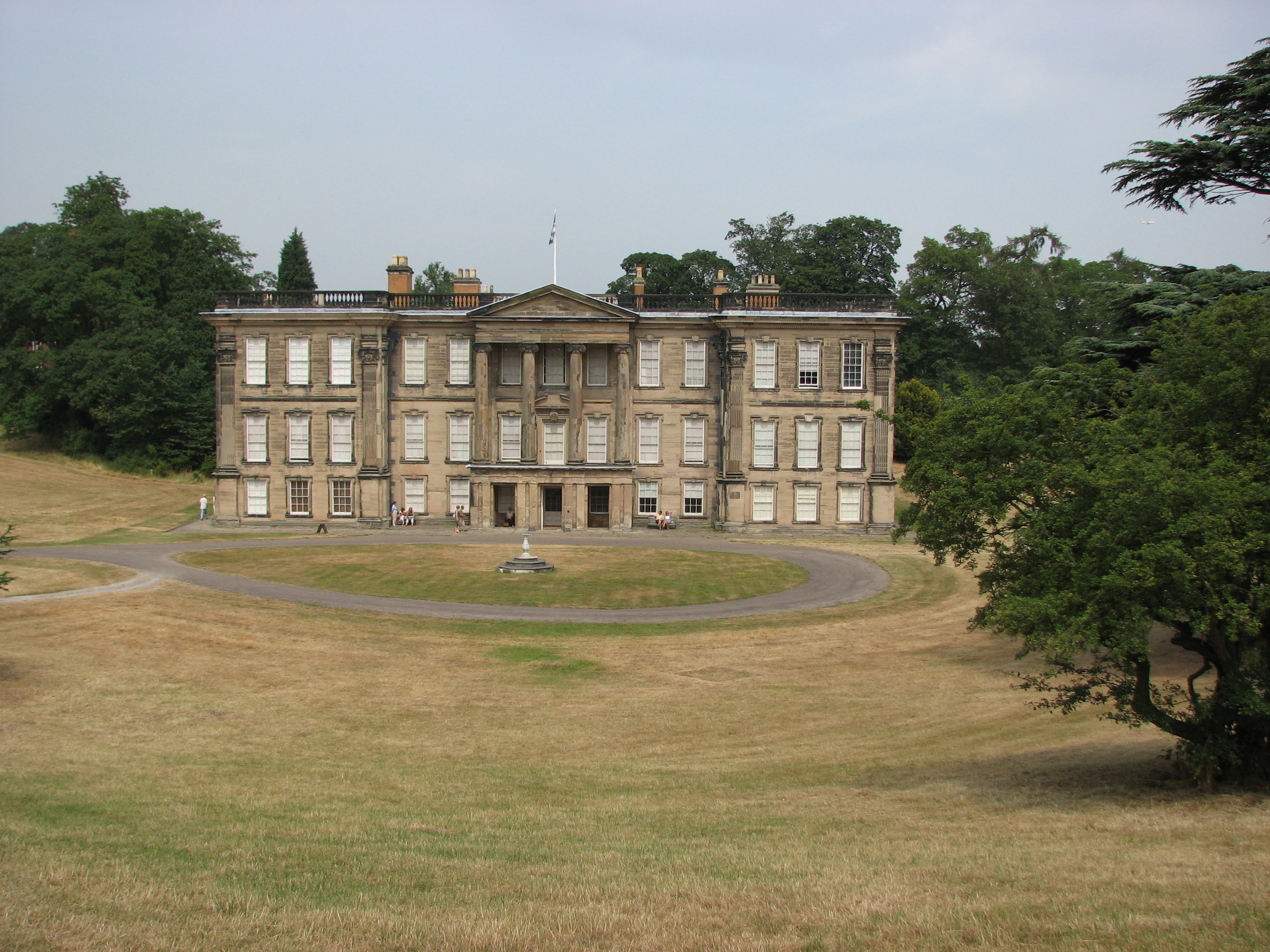
Calke Abbey

Harpur Crewe byl nejstarší přeživší syn sira Henryho Harpura, sedmého baroneta, a jeho manželky Ann Hawkinsové, dcery Isaaca Hawkinse. Jeho otec získal jméno a erb Creweů královským pokynem v roce 1808. Harpur Crewe vystudoval Rugby School a následoval svého otce, který zemřel po pádu z kozlíku 7. února 1818. Ve 24 letech tak George zdědil baronetství Calke Abbey, rodinné sídlo, a rozsáhlé majetky v Derbyshiru, Staffordshiru a Leicestershiru.
Roku 1821 byl Harpur Crewe vyzván, aby sloužil jako vysoký šerif Derbyshiru. Po několika letech, co se staral o svůj majetek, byl roku 1835 přesvědčen, aby se stal poslancem za Jižní Derbyshire a byl znovu zvolen v roce 1837. Jeho zdraví bylo vždy chatrné a do důchodu odešel v roce 1841.
Harpur Crewe byl významný filantrop se silnými křesťanskými principy a byl považován za „příliš svědomitého na člena parlamentu“. Členové rodiny Harpura Crewa byli velcí sběratelé, sám Sir George sbíral obrazy a vycpaná zvířata. Roku 1836 se stal prezidentem Muzea a přírodopisné společnosti města a hrabství Derby. Z této organizace vzniklo dnešní Muzeum a umělecká galerie města Derby.
George Harpur Crewe zemřel 1. ledna 1844 ve svém domě v Calk Abbey.
S Jane Whitakerovou, dcerou reverenda Thomase Whitakera, vikáře z Mendhamu (Norfolk), měli šest dětí. Jeho následníkem byl John Harpur Crewe, devátý baronet.